# Robert Bridges (Autor)
Robert Bridges (* 13. Juli 1858 in Shippensburg, Cumberland County (Pennsylvania); † 1941 ebenda) war ein US-amerikanischer Dichter, Journalist, Literaturkritiker und Herausgeber.

## Leben
Robert Bridges’ Eltern – John (* 17. Februar 1815) und Mary Bridges (* 1819) – stammten von Schotten ab, die nach Hancock (Maryland) eingewandert waren. Robert schrieb sich 1875 an der Princeton University ein. Nach seinem Studienabschluss war er ab 1879 als Journalist bei der New York Evening Post tätig. 1887 trat er in das Haus Charles Scribner’s Sons ein, wurde dort stellvertretender Chefredakteur von Scribner’s Magazine und war von 1914 bis 1930 Chefredakteur des Magazins. Auch nach 1930 blieb er dem Verlag Charles Scribner’s Sons bis 1939 als Berater und Direktor treu. Im Magazin Life wurde er unter dem Pseudonym Droch als Literaturkritiker bekannt.
Robert Bridges war mit Präsident Theodore Roosevelt eng befreundet und brachte dessen Bücher bei Scribner heraus. Bridges lektorierte  bei Scribner auch F. Scott Fitzgerald, James Joyce und Hemingway.
Bridges starb in seinem Haus in Shippensburg.

## Mitgliedschaft
- 1906 Mitglied der American Academy of Arts and Letters

## Werk (Auswahl)
Prosa, Dialoge
- 1894 Overheard in Arcady (online – Internet Archive)
- 1895 Suppressed Chapters and Other Bookishness (online – Internet Archive)
- 1904 The Roosevelt Book

Gedichte
- 1902 Bramble Brae (online – Internet Archive)